# Албена Денкова
Албена Денкова (болг. Албена Денкова, нар. 3 грудня 1974 року в Софії, Болгарія) — болгарська фігуристка, яка виступала в танцях на льоду в парі з Максимом Ставиським. Дворазова чемпіонка світу (2006, 2007), багаторазова призерка чемпіонатів Європи, учасниця трьох Олімпіад (1998, 2002, 2006), тринадцять разів ставала чемпіонкою Болгарії.

## Кар'єра
Денкова почала свою спортивну кар'єру із занять гімнастикою. У фігурне катання вона прийшла у віці 8 років. Першим партнером Албени був Христо Ніколов. З ним вона дебютувала на міжнародній арені на юніорському чемпіонаті світу в кінці 1988 року.
В 1996 вона стала в пару з російським фігуристом Максимом Ставиським.
Пара тренувалась в Одинцово у Олексія Горшкова. Після чемпіонату світу 2005 року в Москві вони вирішують змінити тренера і їдуть в Делавер (США) до Наталії Линичук та Геннадія Карпоносова.
У жовтні 2006 року Албена Денкова була обрана на п'ять років президентом федерації фігурного катання Болгарії.
Після виграного чемпіонату світу 2007 року Албена Денкова і Максим Стависький збирались продовжити виступи в спорті, але змушені були завершити кар'єру у зв'язку з автоаварією, учасником якої став Максим, і подальшим судовим розглядом справи.
Брала участь у телешоу Першого каналу «Льодовиковий період» у 2007 році в парі з актором Ігорем Верником, у 2008 році в другому сезоні цього шоу виступила в парі з шоуменом Тимуром Родрігесом, а в 2009 році — з музикантом Игорем Бутманом. В 2013 році у парі з актором Петром Кисловим зайняла 3 місце.
Разом із Максимом Ставиським ставить програми фігуристам. Наприклад, у сезоні 2009—2010 вони поставили довільну програму французькому одиночнику Браяну Жуберу.

## Особисте життя
30 січня 2011 року народила сина Даніеля від свого партнера Максима Стависького.

## Програми
| Сезон     | Оригінальний танець | Довільний танець                                                                           | Показовий номер |
| --------- | --- | ------------------------------------------------------------------------------------------ | --------------- |
| 2006—2007 | Libertango Астор П'яццола | Lacrimosa (реквієм) сучасне аранжування Вольфганг Амадей Моцарт Romeo and Juliet Ніно Рота |                 |
| 2005—2006 | Cha Cha Santa Esmeralda Bésame Mucho (з Un Bolero Por Favor) Консуело Веласкес                                                                                                 | Adagio сучасна обробка Ремо Джадзотто, Т. Альбіноні                                        |                 |
| 2004—2005 | Чарльстон Big Beat Band Повільний фокстрот: You've Got a Friend in Me | Lambarena — Bach to Africa Hughes de Courson, Йоганн Себастьян Бах                         |                 |
| 2003—2004 | Блюз: It's a Man's Man's Man's World Джеймс Браун Свінг (жанр): Big and Bad Big Bad Voodoo Daddy                                                                               | Suite No. 4 in D-Minor Гендель                                                             |                 |
| 2002—2003 | March for the Turkish Ceremonies Люллі виконаний Королівським філармонічним оркестром Вальс: Dance of the Witches Генрі Перселл виконаний Королівським філармонічним оркестром | Afrah Baladi Mostafa Sax                                                                   |                 |
| 2001—2002 | Танго: Fugata Астор П'яццола Фламенко: Duende Террі Боззіо, Tony Levin, Steve Stevens                                                                                          | O (Cirque du Soleil) Benoit Jutras                                                         |                 |
| 2000—2001 | Фокстрот: Тема з «Рожевої пантери» Генрі Манчіні Квікстеп: I Wanna Be Like You (зThe Jungle Book)                                                                              | Xotica — Journey to the Heart Рене Дюпере                                                  |                 |
| 1999—2000 | Speak up Mambo Soledad Give it up | Xotica — Journey to the Heart Рене Дюпере                                                  |                 |
| 1998—1999 | Song of the Spirit Карл Дженкінс | Sarabande Джон Лорд Bourée Джон Лорд                                                       |                 |
| 1997—1998 | - Wooly Bully Домінго Самудіо | Sing, Sing, Sing Луи Прима 1941 Hollywood Джон Вільямс                                     |                 |
| 1996—1997 | El Choclo Angel Villoldo | Sing, Sing, Sing Луї Прима 1941 Hollywood Джон Вільямс                                     |                 |

## Спортивні досягнення

### Після 2001 року
| Змагання                   | 2001—2002 | 2002—2003 | 2003—2004 | 2004—2005 | 2005—2006 | 2006—2007 |
| -------------------------- | --------- | --------- | --------- | --------- | --------- | --------- |
| Зимові Олімпійські ігри    | 7         |           |           |           | 5         |           |
| Чемпіонати світу           | 5         | 3         | 2         | 5         | 1         | 1         |
| Чемпіонати Європи          | 6         | 2         | 2         |           |           | 3         |
| Чемпіонати Болгарії        | 1         | 1         | 1         | 1         | 1         | 1         |
| Фінали Гран-Прі            |           |           |           | 3         |           | 1         |
| Skate America              |           |           |           |           |           | 1         |
| Trophee Eric Bompard       | 4         |           | 1         | 2         |           | 1         |
| Cup of Russia              |           | 3         |           |           |           |           |
| NHK Trophy                 | 3         |           | 1         | 1         | 2         |           |
| Skate Canada International | 4         | 2         | 1         |           |           |           |
| Bofrost Cup                |           | 1         |           | 1         |           |           |
| Finlandia Trophy           | 1         |           | 1         |           |           |           |

### До 2001 року

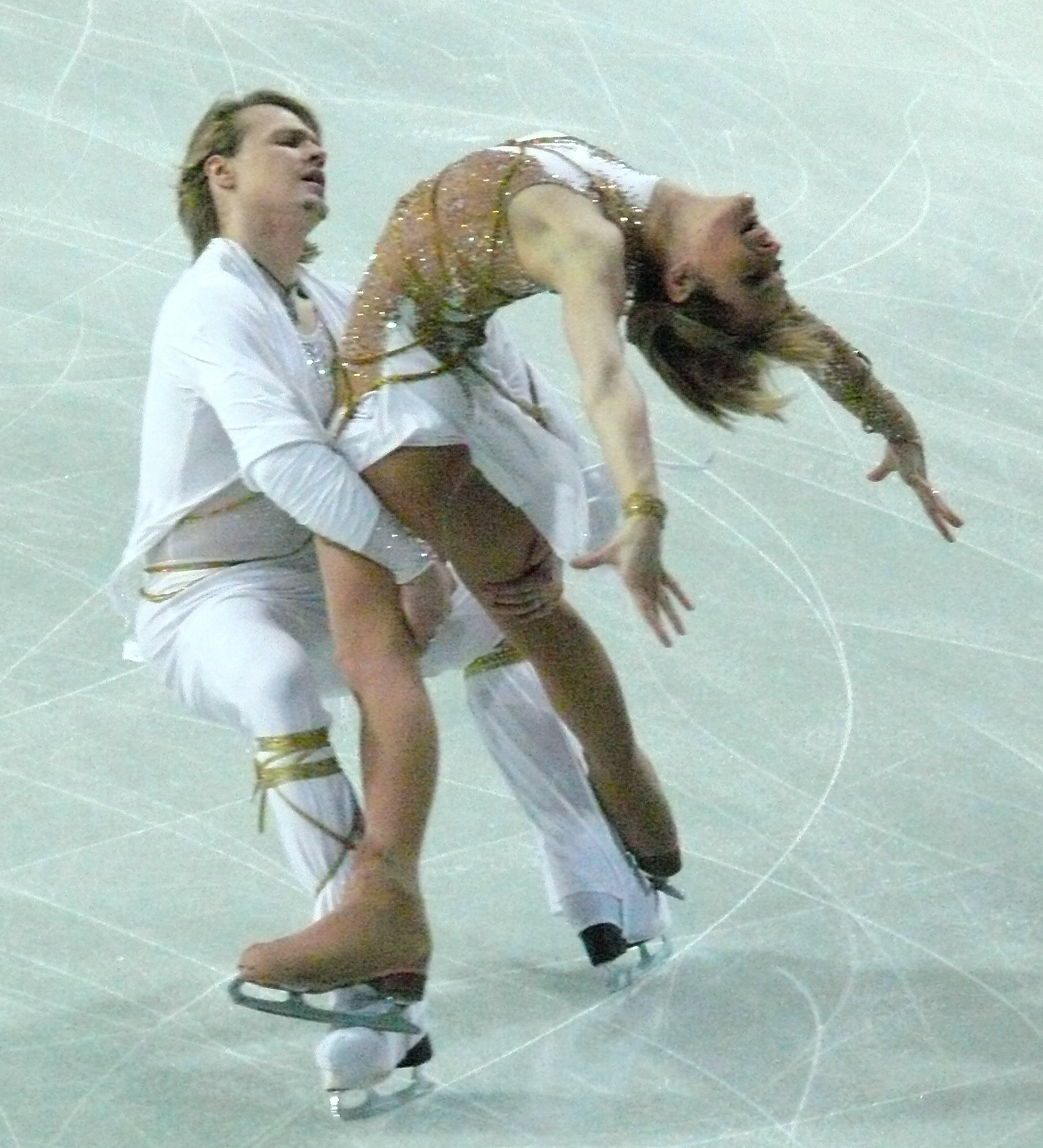
Денкова і Стависький на чемпіонаті Європи 2007 року.

з М.Ставиським
| Змагання                   | 1996—1997 | 1997—1998 | 1998—1999 | 1999—2000 | 2000—2001 |
| -------------------------- | --------- | --------- | --------- | --------- | --------- |
| Зимові Олімпійські ігри    |           | 18        |           |           |           |
| Чемпіонати світу           | 19        | 17        | 11        |           | 10        |
| Чемпіонати Європи          | 17        | 16        | 9         |           | 8         |
| Чемпіонати Болгарії        | 1         | 1         | 1         | 1         | 1         |
| Cup of Russia              |           |           |           |           | 5         |
| NHK Trophy                 |           |           |           | 6         |           |
| Skate Canada International |           |           | 5         |           |           |
| Bofrost Cup                |           |           | 6         | 3         |           |
| Nebelhorn Trophy           |           | 3         |           |           |           |
| Золотий коник Загреба      |           |           |           | 2         |           |
| Finlandia Trophy           |           |           | 1         | 1         | 1         |
| Меморіал Карла Шефера      |           |           | 1         |           |           |

з Х.Николовым
| Змагання                  | 1988—1989 | 1989—1990 | 1991—1992 | 1992—1993 | 1993—1994 | 1994—1995 |
| ------------------------- | --------- | --------- | --------- | --------- | --------- | --------- |
| Чемпіонати світу          |           |           | 21        | 26        | 27        | 24        |
| Чемпіонати Європи         |           |           | 18        | 22        | 25        | 22        |
| Чемпіонати світу (юніори) | 16        | 16        |           |           |           |           |
| Чемпіонати Болгарії       |           |           | 1         | 1         |           |           |

## Нагороди
- Орден «Стара Планина» I ступеня (2007)[10]
- Почесна громадянка Софії (2006)[11].